# Томас Фріас (провінція)
Томас Фріас — провінція у північній частині болівійського департаменту Потосі. Центром провінції та департаменту є місто Потосі. Провінцію названо на честь колишнього президента країни Томаса Фріаса Аметлєра.

## Географія
Томас Фріас — одна з шістнадцяти провінцій департаменту Потосі. Вона розташована між 19° 00' та 19° 50' південної широти і 65° 32' та 66° 24' західної довготи.
Межує з провінціями Чаянта на півночі, Антоніо-Кіхарро на південному заході, Хосе-Марія-Лінарес на півдні, Корнеліо-Сааведра на сході, а також з департаментом Оруро на північному заході.

## Поділ
Провінція поділяється на чотири муніципалітети, які у свою чергу поділяються на кантони.
| Підрозділ               | Муніципалітет | Центр     |
| ----------------------- | ------------- | --------- |
| Столичний муніципалітет | Потосі        | Потосі    |
| 1-й                     | Тінгуїпая     | Тінгуїпая |
| 2-й                     | Йокалла       | Йокалла   |
| 3-й                     | Урмірі        | Урмірі    |

## Населення
Головною мовою провінції є іспанська, якою спілкуються 84.5 %, окрім того 75.5 % жителів спілкуються мовою кечуа. Кількість населення змінилась із 167 111 жителів (1992) до 176 922 (2001). У столиці провінції проживають 132 966 жителів.
21 % жителів зайняті у сільському господарстві, 8 % — у гірничій справі, 10 % — у промисловості, 61 % — у сфері послуг. 92 % населення сповідують католицизм, 5 % — протестанти.
| Етнічна група           | Муніципалітет Потосі (%) | Муніципалітет Тінгуїпайа (%) | Муніципалітет Йокалла (%) | Муніципалітет Урмірі (%) |
| ----------------------- | ------------------------ | ---------------------------- | ------------------------- | ------------------------ |
| кечуа                   | 68,1                     | 94,7                         | 93,8                      | 49,3                     |
| Аймара                  | 2,0                      | 0,2                          | 0,4                       | 46,6                     |
| Гуарані, Чикітос, Мохос | 0,2                      | 0,0                          | 0,1                       | 0,0                      |
| Некорінні народи        | 29,5                     | 5,1                          | 5,7                       | 4,1                      |
| Інші групи              | 0,2                      | 0,0                          | 0,1                       | 0,1                      |